# Borgo San Michele
Borgo San Michele è una frazione del comune di Latina, nel Lazio. Città di fondazione, popolata da pionieri venetopontini negli anni trenta, conta 2 749 abitanti.
Fino agli anni trenta il centro dell'attuale borgo era denominato località Capograssa o Capograssa.

## Storia
Borgo San Michele venne fondato quale "Villaggio Operaio a Capograssa" nel 1928 dal consorzio di bonifica di Piscinara nell'area degli Scopeti e delle paludi del Picarello. 
L'architettura degli edifici, pensati per gli operai della bonifica idraulica, presenta uno stile vagamente neo-settecentesco, insolito rispetto allo stile razionalista tipico degli insediamenti pontini nati durante l'epoca fascista.

## Toponomastica
Le strade del borgo sono intitolate a scrittori e poeti del XX secolo.

## Monumenti e luoghi di interesse

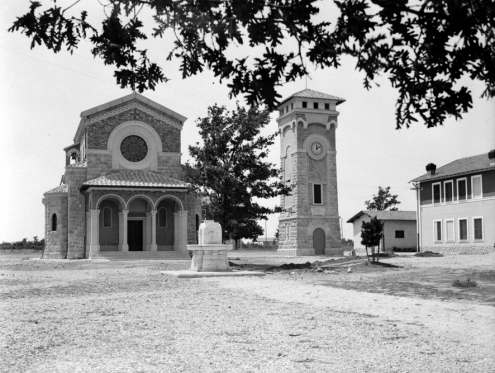
Chiesa e torre di Borgo San Michele

La chiesa di San Michele Arcangelo, realizzata ad ispirazione di quella di Tor Tre Ponti, venne completata nell'ottobre 1932 e venne eletta a parrocchia dal 1º gennaio 1937. A fianco della chiesa sorge la torre dell'acquedotto, realizzata in modo da sembrare un campanile, con l'orologio e una colombaia.
L'insediamento conserva ancora intatta la tipica struttura urbanistica delle prime città di fondazione dell'agro pontino: la piazza centrale con la chiesa, la torre piezometrica, la casa polivalente, la scuola e la fontana.

## Economia
L'agricoltura, un tempo l'attività economica di spicco, è stata affiancata dalle industrie farmaceutiche, tra cui la Pfizer (ora Haupt Pharma), ed alimentari.

## Cultura
A meno di 1 km dal centro di Borgo San Michele è ubicato il Museo di Piana delle Orme, esteso per circa 25.000 m².